# Franc Ekart
Franc Ekart, slovenski slikar pareplegik, * 27. december 1942, (?)
Ekart živi in ustvarja v Spodnji Koreni pri Mariboru. Izučil se je za sobopleskarja. Po nesreči in rehabilitaciji se je pričel intenzivneje ukvarjati z umetnostjo. V zadnjih letih, odkar se druži z drugimi slikarji, se je tudi sam izoblikoval kot slikar. Ustvarja pa še v rezbarstvu, izdeljuje grafike s suho iglo, ali pa oblikuje podobe z žganjem v les.
Do sedaj je razstavljal že na več kot 20-tih skupinskih razstavah v okviru Zveze paraplegikov Slovenije.